# Palmarès del Racing Club de Avellaneda
Il Racing Club de Avellaneda, conosciuto come Racing Club oppure come Racing de Avellaneda, è una società polisportiva con sede nella città di Avellaneda, nella Provincia di Buenos Aires, in Argentina.
Fondata il 25 marzo 1903, la squadra di calcio della polisportiva ha vinto 18 campionati argentini ufficiali, 15 coppe nazionali e 8 titoli internazionali: una Coppa Libertadores, una Coppa Intercontinentale, una Supercoppa Sudamericana, una Coppa Sudamericana, una Recopa Sudamericana, due Coppa Aldao e una Copa de Honor Cousenier. Il Racing Club è storicamente considerata come una delle "cinque sorelle" del calcio argentino (insieme a Boca Juniors, River Plate, San Lorenzo ed Independiente). 
A livello internazionale, nel 1967 il Racing ha vinto sia la Coppa Libertadores che la Coppa Intercontinentale (contro gli scozzesi del Celtic di Glasgow), mentre nel 1988 si è aggiudicata la Supercoppa Sudamericana: grazie a queste vittorie La Academia è la seconda squadra argentina ad essersi fregiata del titolo di campione sudamericano per club e il primo club argentino a vincere la Coppa Intercontinentale.

## Competizioni nazionali
- Campionato argentino: 18

1913, 1914, 1915, 1916, 1917, 1918, 1919, 1921, 1925, 1949, 1950, 1951, 1958, 1961, 1966, Apertura 2001, 2014, 2019
- Segunda División: 1

1910
- Copa Ibarguren: 5

1913, 1914, 1916, 1917, 1918
- Copa de Honor Municipalidad de Buenos Aires: 4

1912, 1913, 1915, 1917
- Copa de Honor Adrián Beccar Varela: 1

1932
- Copa de Competencia Liga Argentina: 1

1933
- Copa de Competencia Británica George VI: 1

1945
- Trofeo de Campeones: 2

2019, 2022
- Supercopa Internacional: 1

2022

## Competizioni internazionali
- Coppa Libertadores:   1

1967
- Coppa Intercontinentale:   1

1967
- Supercoppa Sudamericana:   1

1988
- Coppa Sudamericana:   1

2024
- Recopa Sudamericana: 1

2025
- Copa Ricardo Aldao:   2

1917, 1918
- Copa de Honor Cousenier:   1

1913

## Altri piazzamenti
- Campionato argentino:

Secondo posto: 1920, 1952, 1955, 1959, Metropolitano 1967, Metropolitano 1972, Apertura 1995, Apertura 2011, 2022
Terzo posto: 1912, 1932, 1933, 1936, 1953, 1957, 1963, Nacional 1968, 1987/88, Apertura 1993, Apertura 1998, Clausura 2005, 2024
- Copa Ibarguren:

Finalista: 1915, 1950, 1958
- Copa de Competencia Jockey Club:

Finalista: 1913, 1915
Semifinalista: 1914, 1920, 1924
- Copa de Honor Adrián Beccar Varela:

Finalista: 1933
- Campeonato de la República:

Semifinalista: 1945
- Copa Adrián C. Escobar:

Finalista: 1949
- Copa Suecia:

Finalista: 1958
- Copa Centenario de AFA:

Semifinalista: 1993
- Copa Argentina:

Finalista: 2012
Semifinalista: 1970-1971, 2015
- Supercopa Argentina:

Finalista: 2016, 2019
- Copa de la Liga Profesional:

Finalista: 2021
Semifinalista: 2022
- Copa de Honor Cousenier:

Finalista: 1912, 1915, 1917
- Copa Ricardo Aldao:

Finalista: 1916
- Coppa Libertadores:

Semifinalista: 1968, 1997
- Supercoppa dei Campioni Intercontinentali:

Finalista: 1969
- Recopa Sudamericana:

Finalista: 1989
- Supercoppa Sudamericana:

Finalista: 1992